# Comté de Campbell (Virginie)
Pour les articles homonymes, voir Comté de Campbell.
Le comté de Campbell est un comté de Virginie, aux États-Unis.
Il est situé dans la région du Piémont, en bordure des Blue Ridge Mountains. Le siège du comté est Rustburg. Il a été fondé en 1782 par distraction de comté de Bedford. Il porte le nom du général William Campbell, héros de la guerre d'Indépendance américaine
Selon le recensement de 2010, la population du comté est 54 842 habitants pour une superficie de 1 313 km2. Le comté fait partie de l'aire métropolitaine de Lynchburg.

## Géolocalisation
| ville de Lynchburg    | Comté d'Amherst   | Comté d'Appomattox |
| Comté de Bedford      | Comté de Campbell | Comté de Charlotte |
| Comté de Pittsylvania |                   | Comté de Halifax   |